# Neobisium reitteri
Neobisium reitteri är en spindeldjursart som först beskrevs av Beier 1928.  Neobisium reitteri ingår i släktet Neobisium och familjen helplåtklokrypare. Inga underarter finns listade i Catalogue of Life.